# Culham Court (Oxfordshire)
Culham Court é uma casa listada de Grau II em Culham, Oxfordshire, Inglaterra.

## História
Foi construída em meados do século XVIII, a frente sul por volta de 1816 e com alterações do século XX.
Foi originalmente chamada de Antigo Vigário e diz-se que foi construída para Benjamin Kennicott, Vigário de Culham (1753-83) por volta de 1758.